# 22719 Nakadori
22719 Nakadori è un asteroide della fascia principale. Scoperto nel 1998, presenta un'orbita caratterizzata da un semiasse maggiore pari a 2,7413935 UA e da un'eccentricità di 0,0184342, inclinata di 6,33829° rispetto all'eclittica.